# Pedro Paulo Requena
Pedro Paulo Requena Cisneros (Lima, 1994. január 24. –) perui labdarúgó, az U. César Vallejo hátvédje.